# Anna Maria Cetto
Anna Maria Cetto (* 27. September 1898 in Stromberg; † 24. Juni 1991 in Bern) war eine deutsche Kunsthistorikerin.

## Leben und Wirken
Anna Maria Cetto wurde geboren als Tochter des Ingenieurs Carl Cetto. Der Architekt Max Cetto war ihr Bruder. Nach dem Abitur in Trier studierte sie Kunstgeschichte, Klassische Archäologie und Philosophie in Frankfurt am Main., München und an der Universität zu Köln und wurde dort 1924 bei Albert Erich Brinckmann promoviert. Nach ihrer Promotion arbeitete sie als Lektorin im Prestel Verlag, den ihr Ehemann Hermann Loeb kurz zuvor in Frankfurt am Main gegründet hatte. Loeb, der jüdischer Herkunft war, verließ bereits nach der Machtergreifung der Nationalsozialisten 1935 Deutschland und siedelte in die Schweiz über. Sie arbeitete weiterhin für den Prestel-Verlag in Frankfurt, doch kam es bald zu ständigen Konflikten mit der Reichsschrifttumskammer. 1938 wurde Cetto für zwei Wochen verhaftet. 1939 emigrierte sie in die Schweiz.
In ihren verbreitetsten Schriften befasst sie sich mit Malereien Albrecht Dürers, Mosaiken von Ravenna, Kunst in der Schweiz, Tiermalerei und bildlichen Darstellungen anatomischer Sektion.
Cettos Nachlass befindet sich in der Burgerbibliothek Bern.